# كاترينا إدواردز
كاترينا إدواردز (بالإنجليزية: Caterina Edwards)‏ هي كاتِبة بريطانية، ولدت في 1948 في Earls Barton ‏ في المملكة المتحدة.